# Bláfjöll (bergskedja i Island, Suðurland, lat 64,39, long -18,17)
Bláfjöll är en bergskedja i republiken Island. Den ligger i regionen Suðurland, 180 km öster om huvudstaden Reykjavík.